# 최운
최운(崔雲, 1275년 ~ 1325년)은 고려의 무신이다. 본관은 철원.

## 생애
1289년(충렬왕 15) 사마시에 합격하고, 1296년에 도재고판관(都齋庫判官)에 보직되어 내시에 속하였고, 1299년에 신호위별장(神虎衛別將)으로 견룡행수(牽龍行首)에 임명되었다.
1300년 좌우위장군(左右衛將軍)에 임명되고, 1302년에 조현대부 군부총랑(朝顯大夫軍簿摠郎)이 되었다. 이어 전리총랑 판사영서사(典理摠郎判司盈署事)로 옮겼다.
1308년(충선왕 즉위년)에 좌우위대호군(左右衛大護軍)이 되었다. 1309년 나주목사, 1312년 철원부사, 1314년 공주목사로 옮겼고, 다시 철원부사를 지내다가 면직되었다.
1316년(충숙왕 3) 관직에 회복되어 정윤(正尹)에 임명되고 원윤(元尹)에 승직되었다. 1325년 통헌대부 지밀직사사 우상시 상호군(通憲大夫知密直司事右常侍上護軍)에 임명되었다가 곧 졸하였다.